# Англо-корзиканска краљевина
Англо-корзиканска краљевина била је краткотрајна независна држава успостављена на острву Корзика. Постојала је у периоду од 1794. до 1796. године.

## Историја
У време избијања Француске револуције, Корзика се под француском влашћу налазила свега две деценије. Корзикански лидер Паскал Паоли, који је протеран од стране француских власти, постао је нека врста идола слободе и демократије. Француска уставотворна скупштина позвала га је 1789. године у Париз где је слављен као херој. Касније је враћен на Корзику са чином генерал-потпуковника.
Међутим, након убиства француског краља Луја, Паоли је напустио своје револуционарне идеје. Национални конвент прогласио га је државним непријатељем. Паоли је прогласио отцепљење Корзике од Француске и затражио помоћ Британаца. Британцима је предложио да Корзика стекне статус који је имала Краљевина Ирска. За Британију је то била прилика да обезбеди чврсту поморску базу на Медитерану. Због тога је 1794. године на Корзику послата помоћ под командом адмирала Самјуела Худа. Французи су управо опсели тврђаву Калви. Хорације Нелсон је том приликом изгубио вид на десно око. Корзика је накратко постала доминион краља Џорџа III.
На Корзици је успостављена уставна монархија. Устав је био демократски, а краљ је заступао интересе Британије. Постојао је и Парламент и Савет који је вршио извршну власт. Престоница је почетком 1795. године из Корте премештена у Бастију. Неповољан положај приморао је Британце да повуку своје снаге са Корзике октобра 1795. године. Паолију је пружен азил у Британији. Дана 19. октобра 1796. Французи освајају Бастију. Корзика је постала француски департман.